# Fukienogomphus prometheus
Fukienogomphus prometheus – gatunek ważki z rodziny gadziogłówkowatych (Gomphidae). Występuje w południowo-wschodnich Chinach (w tym na wyspie Hajnan) oraz na Tajwanie.